# Prix Lumière/Beste internationale Koproduktion
Der Prix Lumière in der Kategorie Beste internationale Koproduktion (Meilleure coproduction internationale) wird seit 2020 verliehen. Zuvor existierten die Kategorien Bester ausländischer Film (1996–2002) und Bester französischsprachiger Film (2003–2019). Die französische Auslandspresse vergibt seit 1996 alljährlich ihre Auszeichnungen für die besten Filmproduktionen und Filmschaffenden rückwirkend für das vergangene Kinojahr.
Bei der César-Verleihung existiert eine Kategorie für den besten ausländischen Film.
| Jahr | Preisträger                                 | Deutscher Titel                    | Regie              |
| 2020 | It Must Be Heaven                           | Vom Gießen des Zitronenbaums       | Elia Suleiman      |
| 2021 | L’homme qui a vendu sa peau                 | Der Mann, der seine Haut verkaufte | Kaouther Ben Hania |
| 2022 | Verdens verste menneske                     | Der schlimmste Mensch der Welt     | Joachim Trier      |
| 2023 | As bestas                                   | Wie wilde Tiere                    | Rodrigo Sorogoyen  |
| 2024 | Kuru Otlar Üstüne                           | Auf trockenen Gräsern              | Nuri Bilge Ceylan  |
| 2025 | دانه‌ی انجیر معابد (Dāne-ye anjīr-e ma'ābed) | Die Saat des heiligen Feigenbaums  | Mohammad Rasulof   |